# Phare du Bout du Monde
Der Phare du Bout du Monde (deutsch Leuchtturm am Ende der Welt) ist ein Leuchtturm nahe La Rochelle im französischen Département Charente-Maritime. Dieses Steuerbord-Schifffahrtszeichen ist seit dem Jahr 2000 in Betrieb und erleichtert Schiffen die Ansteuerung des Vieux-Port de La Rochelle. Das Bauwerk gilt als Landmarke der maritimen Ansicht von La Rochelle. Es ist der Nachbau eines historischen Leuchtfeuers auf Feuerland, an dessen Originalposition sich eine zu der in La Rochelle identische Nachbildung befindet. Der Name ist dem gleichnamigen Roman von Jules Verne entlehnt.

## Beschreibung

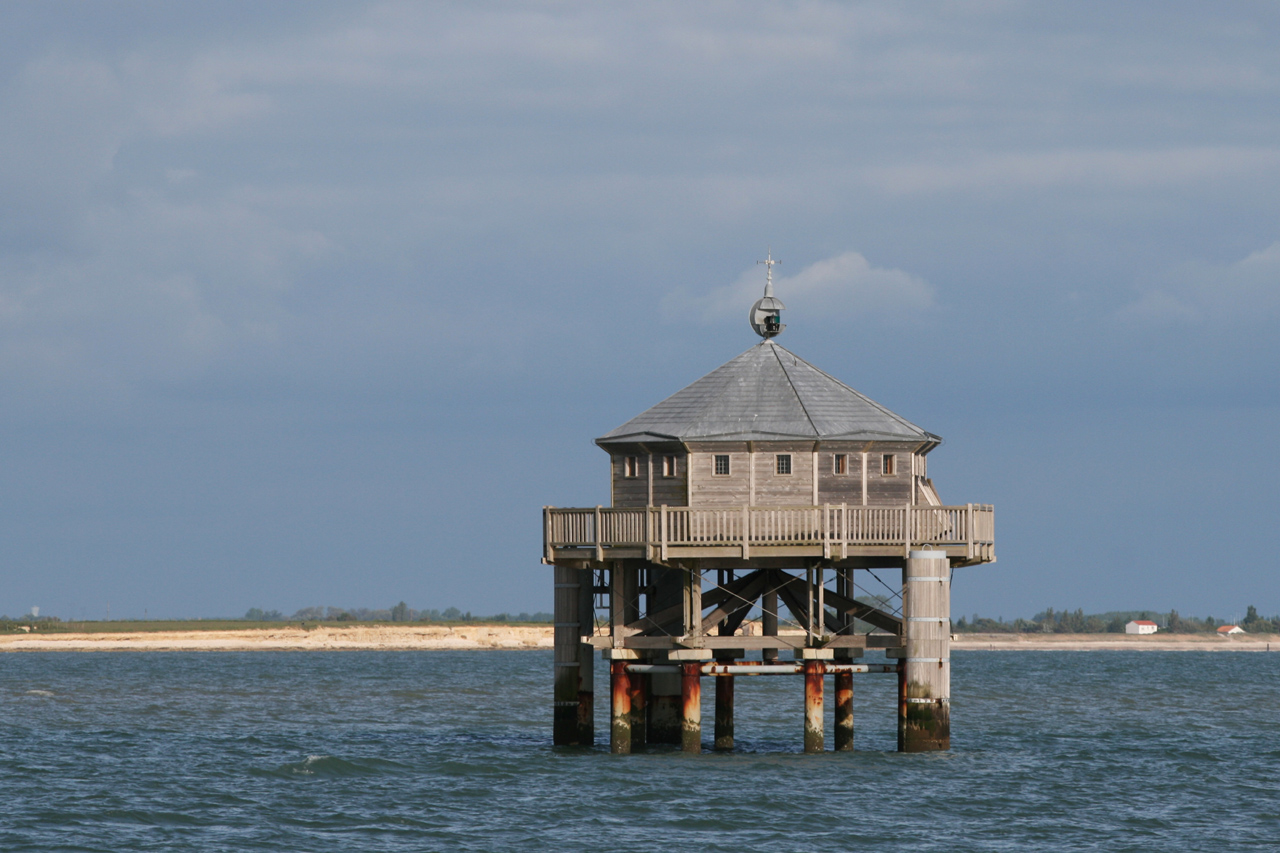
Phare du Bout du Monde bei Tag

Dieses achteckige, gedrungene Bauwerk steht etwa zwei Kabellängen vor der Küstenlinie von der Huk Les Minimes auf acht Pfosten dauerhaft im Wasser. Es hat eine Höhe von 8 m über der Wasserlinie und sendet grünes und weißes Licht aus. Die Tragweite beträgt 5 bzw. 8 Seemeilen. Die Kennung lautet Fl.(3) W.G. Der Oberbau, d. h. die Nachbildung des südamerikanischen Originalbaus, ist eine Holzkonstruktion mit Dach aus Zinkblech und besitzt eine umlaufende Galerie. Zuvor stand an dieser Position eine zweifarbige Bake, ähnlich der Backbord-Tourelle Le Lavardin aus dem Jahr 1841, etwa 3 sm westlich. Die Registrierungsnummer des United Kingdom Hydrographic Office (UKHO) lautet 1253.

## Hintergrund

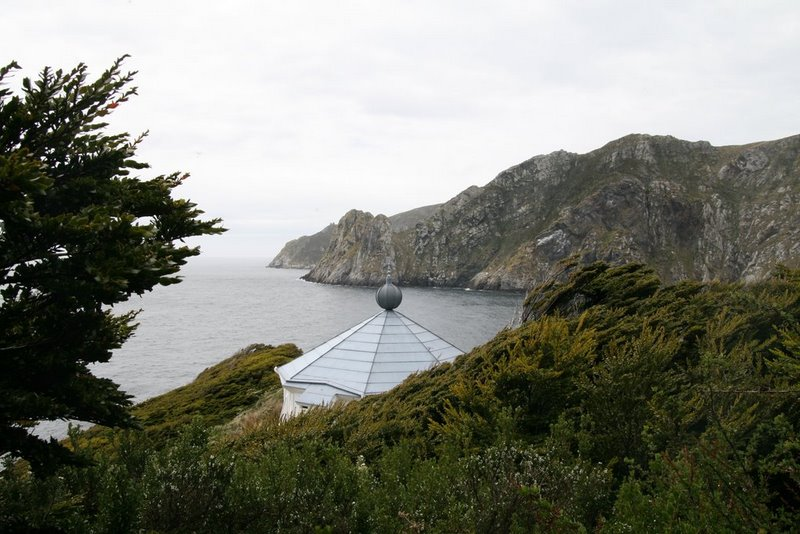
Nachbildung an der Originalposition

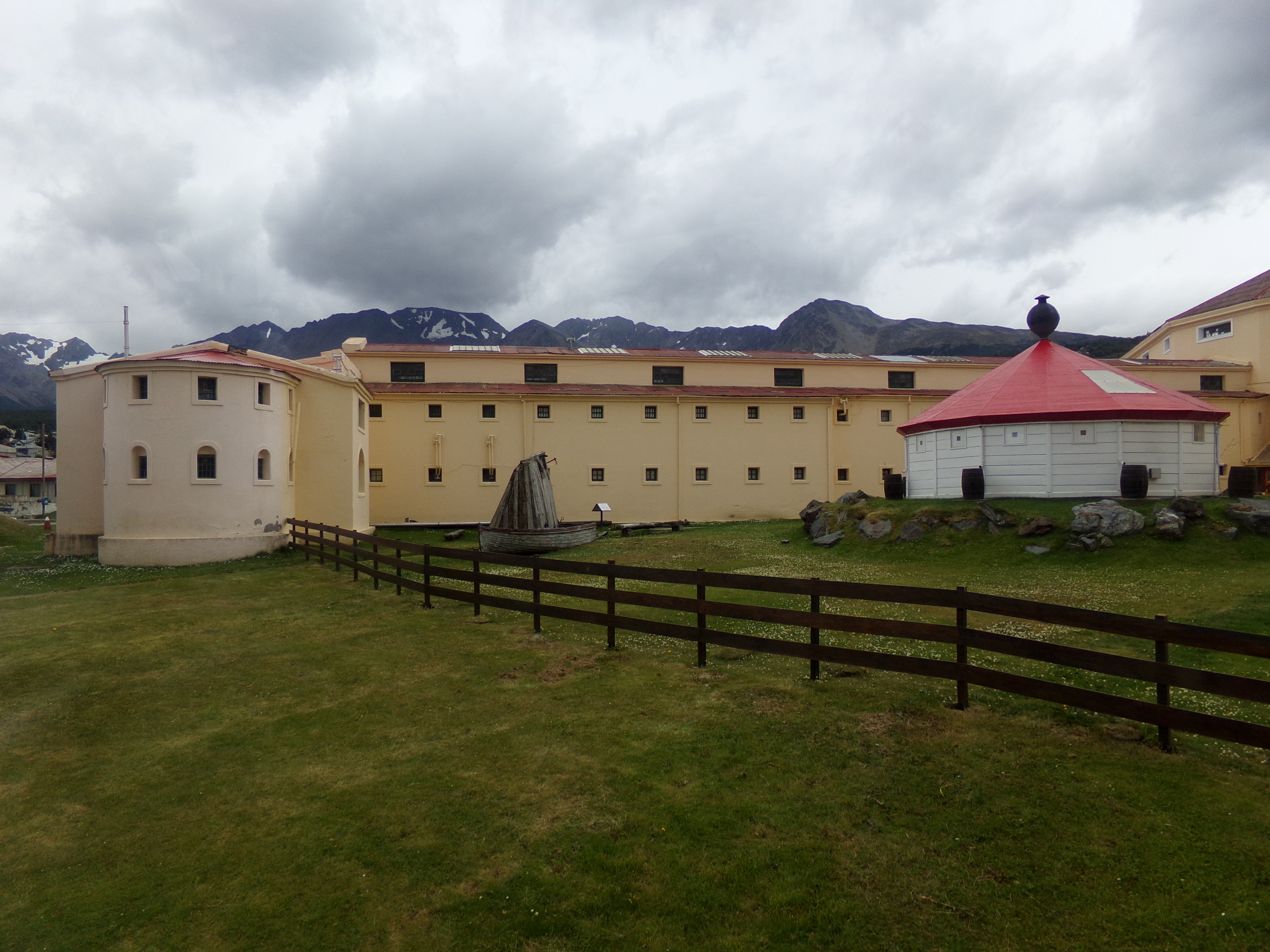
Nachbildung auf dem Gelände des Gefängnisses von Ushuaia

Der Phare du Bout du Monde ist die Nachbildung eines Leuchtfeuers auf der Isla de los Estados vor Feuerland an der Südspitze Argentiniens. Das Bauwerk am Originalstandort ist unter demselben Namen bzw. seiner spanischsprachigen Entsprechung Faro del Fin del Mundo sowie unter der offiziellen Bezeichnung Faro de San Juan de Salvamento bekannt. Es befindet sich nahe dem nordöstlichen Ende der Isla de los Estados (Lage). In den Jahren 1886 bis 1902 war dies der erste Leuchtturm, der diese schwierige Passage für die Schifffahrt unterstützte, bevor 1902 auf der vorgelagerten, zum Archipel der  Islas Año Nuevo (Neujahrsinseln) gehörigen Isla Observatorio das deutlich größere Leuchtfeuer Faro Año Nuevo erbaut wurde. Später wurde dort ein Gefangenenlager errichtet. Im Dezember 1902 sollten die Häftlinge von der Isla de los Estados nach Ushuaia auf die Hauptinsel von Feuerland verlegt werden. Daraufhin flohen 51 Gefangene in zwei Walfängerbooten, nachdem sie zwei Gefängniswärter umgebracht hatten. Die in der internationalen Presse über mehrere Wochen behandelte Flucht war die Grundlage für Jules Vernes Roman Der Leuchtturm am Ende der Welt. Das Leuchtfeuer wurde anschließend nicht wieder in Betrieb genommen und verfiel langsam. Das Manuskript der von Vernes Verleger Pierre-Jules Hetzel herausgegebenen Fortsetzungsgeschichte wurde erst nach dessen Tod von seinem Sohn Michel Verne gefunden, überarbeitet und als Buch veröffentlicht. Ein Exemplar der Erstausgabe ist im Besitz des Museums von Ushuaia. Dort befindet sich im Hof des Museums – einst jenes Gefängnis, in das die Häftlinge von der Isla de los Estados verbracht werden sollten – auch eine Nachbildung des Leuchtturms.
Tatsächlich entspricht die Zeichnung/Beschreibung des Leuchtturms im Buch dem Aussehen des Originals in keiner Weise. Während das Bauwerk auf der Insel ebenerdig ist und eine gedrungene Bauweise mit einem flachgeneigten Dach aufweist, ist auf der Abbildung im Buch von Grafiker George Roux ein schlanker, hoher Turm zu sehen.
Eine originalgetreue Nachbildung wurde in den 1990er Jahren auf Initiative des Segelweltmeisters, Weltenbummlers sowie Abenteurers André Bronner (* 1953) aus La Rochelle und mit Unterstützung des Vereins Asociación del Faro del fin del mundo am Standort des ursprünglichen Leuchtturms auf der Isla de los Estados errichtet. Der Verein hatte sich unter anderem in der Absicht gegründet, den kulturellen Austausch zwischen den beiden Ländern zu fördern. Zusammen mit gleichgesinnten Handwerkern schuf Bronner aus 15 t Material in den ersten beiden Monaten des Jahres 1998 an Ort und Stelle einen Nachbau, der am 26. Februar desselben Jahres in Betrieb genommen wurde.
Eine weitere Nachbildung dieses Baukörpers ist der kurz darauf errichtete Leuchtturm von Les Minimes in Frankreich. Sein Bau wurde ebenfalls von Bronner und seinen Mitstreitern veranlasst. Die ursprünglich für den 1. Januar 2000 vorgesehene Einweihung konnte aufgrund stürmischen Wetters am Jahresende 1999 erst am 23. Februar 2000 stattfinden.

## Rezeption
Am 3. Januar 2000 gab die französische Post aus Anlass der Eröffnung des Phare du Bout du Monde eine Sondermarke mit dem Bauwerk als Motiv und einem Wert von 3 FF heraus. Im Vorverkauf war sie an Sonderschaltern im Centre Pompidou in Paris und La Rochelle zu erwerben. Sie zeigt sowohl das Original als auch den Neubau vor der französischen Küste. Es war die zweite Abbildung eines Leuchtturms als Hauptmotiv auf einer französischen Briefmarke.